# Quirites
Quirites (pluriel du latin Quiris, Quiritis) est le collectif des « individualités qui forment le populus Romanus », le corps civique, dirions-nous aujourd'hui. 

## Étymologie
Quirinus est le dieu qui patronne cette communauté. L'étymologie aujourd'hui la plus fréquemment retenue rapproche les deux termes ; Quirites : *co-virites et Quirinus : *Co-virino. Le latin historique conserve l'adverbe viritim, « par homme, par tête, à titre individuel ».
C'est donc à cet aspect individuel que s'attache à chacun le droit des Quirites, ius Quiritum, la citoyenneté, et donc la possibilité d'interagir dans le cadre de la collectivité des membres qui en jouissent aussi (droits civils, politiques, religieux). C'est donc de l'individu, détenteur de ce droit, qu'émane le collectif et les interactions sociales qu'il permet. Cela permet de comprendre, par exemple, qu'il n'y a pas de poursuite publique en droit romain, l'accusation doit émaner d'un Quirite. De même, il n'y a pas de registre d'état civil à Rome : en cas de litige, ce sont les témoignages d'autres Quirites qui permettent de trancher.
L'ancienne opposition entre les appellations Quirites (au civil) et Milites (quand le citoyen est sous les armes) est remise en question dans les recherches récentes : le citoyen romain sous les armes conserverait des prérogatives du ius Quiritum.
L'ancienne explication qui rattachait l'étymologie aux « habitants de Cures », adoptée après l'alliance entre Romulus et Titus Tatius (roi de Cures, capitale des Sabins) qui mit un terme à la guerre entre Romains et Sabins, laquelle suivit l'enlèvement des Sabines, est aujourd'hui abandonnée.

## S.P.Q.R.
Parmi les explications de l'abréviation S.P.Q.R., la plus répandue est Senatvs PopvlvsQve Romanvs telle qu'elle devait apparaître sur la Porta Romana d'Ostie construite par Cicéron d'après la proposition de Fausto Zevi ou qu'on peut lire sur l'arc de Titus, rappelés par Bernardino Corio, mais cette abréviation aurait pu être dans les temps les plus anciens Senatus Populusque Quiritium Romanorum, en français le « Sénat et le peuple des Quirites romains » d'après la remarque de Tim J. Cornell (en) sur l'appellation utilisée par les Romains - populus Romanus Quiritium - sous la royauté romaine au moment d'une déclaration de guerre qu'on trouve dans l’Histoire romaine de Tite-Live, livre I, 32, 11-13. Les Quirites sont les citoyens romains jouissant de tous les droits. 
Tite-Live, Livre 1, 32, 11-13 : Fieri solitum ut fetialis hastam ferratam aut praeustam sanguineam amendes ad eorum ferret et non moins tribus puberibus praesentibus diceret : « Quod populi Priscorum Latinorum hominesque Prisci Latini Adversus populum Romanum Quiritium fecerunt deliquerunt, quod populus Romanus Quiritium bellum cum Priscis Latinis iussit esse senatusque populi Romani Quiritium censuit consensit consciuit ut bellum cum Priscis Latinis Fieret, ob eam rem ego populusque Romanus Populis Priscorum Latinorum hominibusque Priscis Latinis bellum indico facioque ». Id ubi dixisset, hastam in fines eorum emittebat hoc tum modo ab Latinis repetitae ac bellum de indictum, moremque eum posteri acceperunt (en français : « L’usage était alors que le fétial portât aux frontières du peuple ennemi un javelot ferré, ou un pieu en cornouiller durci au feu. Là, en présence de trois adultes au moins, il disait : "Puisque les peuples des Anciens Latins ou les citoyens des Anciens Latins ont agi contre le peuple romain des Quirites et failli envers lui, le peuple romain des Quirites a ordonné la guerre contre les Anciens Latins ; le sénat du peuple romain des Quirites, l’a proposée, décrétée, arrêtée, et moi et le peuple romain, nous la déclarons aux Anciens Latins, peuples et citoyens, et je commence les hostilités." En disant ces mots, il lançait son javelot sur le territoire ennemi. Telles furent alors les formalités auxquelles on eut recours dans les réclamations adressées aux Latins et dans la déclaration de guerre. Cette coutume a depuis été constamment observée. »).

## Accademia dei Quiriti
L'Accademia dei Quiriti, en français Académie des Quirites, a été fondée à Rome en 1714 par Giovanni Vincenzo Gravina. Elle est refondée en 1831 sous les auspices du Saint Esprit. Le sceau de la société représente Romulus derrière un araire traçant les limites de Rome au-dessus de la devise nec metas rerum nec tempora pono (en français : ni limite des sujets, ni durée) tirée de l’Énéide de Virgile.